# Phytodietus polyzonias
Phytodietus polyzonias är en stekelart som först beskrevs av Forster 1771.  Phytodietus polyzonias ingår i släktet Phytodietus och familjen brokparasitsteklar. Arten är reproducerande i Sverige.

## Underarter
Arten delas in i följande underarter:
- P. p. fennicus
- P. p. ibericus